# Рейкьяхлид
Рейкьяхлид (исл. Reykjahlíð) — деревня с населением около 300 человек расположена на берегу озера Миватн на севере Исландии. Это административный центр общины Скутюстадахреппюр.

## Обзор
Во время так называемых Миватнских пожаров, вызванных извержением соседнего вулкана Крабла в 1729 году, деревня была разрушена потоком лавы. Однако жителям удалось спастись, поскольку поток лавы остановился перед деревенской церковью на возвышенности, якобы благодаря молитвам сельского священника. Церковь находится на прежнем месте, хотя нынешнее здание было построено в 1972 году.

## Основные достопримечательности
Из Рейкьяхлина можно посетить многие достопримечательности этого района, в первую очередь вулкан Крабла. Последнее извержение вулкана произошло в 1984 году, но до сих пор в окрестностях можно видеть пары теплого лавового поля и серных источников. Недалеко от него находится кратер Víti (что в переводе с исландского означает «ад»), но сегодня он выглядит довольно безобидно; на его дне находится ярко-голубое озеро. При его внешне спокойном виде, его последнее извержение произошло совсем недавно, в 1976 году.
На самом озере есть и другие интересные места, такие как вулкан Хверфьял, псевдо-кратеры Скутюстадир и Диммюборгир (необычное лавовое образование).
Летом местный аэропорт предлагает воздушные экскурсии для осмотра достопримечательностей.
Завод по добыче и переработке диатомита был основным элементом местной экономики до 2004 года, когда он был закрыт.
Природные бани Миватн открылись 30 июня 2004 года.

## Климат
В Рейкьяхлид тундровый климат (классификация климата Кеппена: ET), граничащий с субарктическим климатом (климатическая классификация Кеппена : Dfc). Лето обычно прохладное, по ночам — заморозки, а зима очень долгая и холодная, но не суровая.

## Фотогалерея
- Панорамный вид
- Кратер Вити
- Завод диатомита
- Природные ванны